# Catania-Fontanarossai nemzetközi repülőtér
A Catania-Fontanarossai nemzetközi repülőtér (olaszul Aeroporto di Catania-Fontanarossa) (IATA: CTA, ICAO: LICC) Olaszország egyik nemzetközi repülőtere. 5 km-re délre található Cataniától, Szicília második legnagyobb városától.
A legforgalmasabb repülőtér Szicíliában, az 5. Olaszországban. 2007-ben 6 083 735 utas fordult meg itt. A belföldi forgalom tekintetében a 3. legforgalmasabb a római Róma-Fiumicino nemzetközi repülőtér és a milánói Milánó-Linatei repülőtér után.
Hogy lépést tartsanak a megnövekedett utasforgalommal, 2007. május 8-án egy új terminált nyitottak meg 20 kapuval és 6 feltöltőhíddal, ami régi épületeket váltott ki, de máris látszik az igény a terület további növelésére.

## Légitársaságok és célállomások
A nagy légitársaságok képviseltetik magukat, utazásokat ajánlva az európai városokba, a belföldi járatokat az olasz légitársaságok biztosítják.
| Légitársaság                  | Célállomások |
| ----------------------------- | --- |
| Aegean Airlines               | Szezonális: Athén |
| AeroItalia                    | Szezonális: Bergamo, Firenze (resumes 30 March 2023), Forlì (2023. március 27-től) |
| Air Arabia                    | Casablanca |
| Air Cairo                     | Kairó, Luxor, Sarm es-Sejk (az összes 2023. március 27-től) |
| Air France                    | Párizs–Charles de Gaulle |
| Air Malta                     | Málta |
| Air Serbia                    | Belgrád (2023. április 14-től) |
| Albastar                      | Szezonális: Bergamo, Milánó–Malpensa, Parma |
| Animawings                    | Szezonális: Bukarest |
| Austrian Airlines             | Szezonális: Bécs |
| British Airways               | Szezonális: London–Gatwick |
| Corendon Airlines             | Szezonális: Hannover |
| DAT                           | Lampedusa, Pantelleria Szezonális: Olbia |
| easyJet                       | Basel/Mulhouse, Berlin, Bristol, Edinburgh (2023 június 2-től), Genf, London–Gatwick, London–Luton, Milánó–Malpensa, Nápoly, Párizs–Charles de Gaulle Szezonális: Amszterdam, Bordeaux, Lyon, Manchester, Nantes, Nizza, Zürich                                                                                             |
| Edelweiss Air                 | Zürich |
| El Al                         | Tel-Aviv |
| Eurowings                     | Düsseldorf Szezonális: Köln/Bonn, Dortmund, Hamburg, Stuttgart |
| Electra Airways               | Szezonális charter: Mostar |
| Finnair                       | Szezonális: Helsinki |
| flydubai                      | Dubai–International |
| Iberia                        | Szezonális: Madrid |
| Israir Airlines               | Tel-Aviv |
| ITA Airways                   | Milánó–Linate, Róma–Fiumicino |
| Jet2.com                      | Szezonális: Birmingham (2023. május 25-től), Leeds/Bradford, London–Stansted, Manchester |
| KLM                           | Amszterdam |
| LOT                           | Szezonális charter: Katowice |
| Lufthansa                     | Frankfurt, München |
| Luxair                        | Szezonális: Luxembourg |
| Neos                          | Szezonális: Bergamo, Milánó–Malpensa, Verona Seasonal charter: Sharm el Sheikh |
| Norwegian                     | Szezonális: Koppenhága, Oslo, Stockholm–Arlanda |
| Ryanair                       | Athén, Bari, Bergamo, Berlin, Bologna, Budapest, Cagliari, Eindhoven, Genova, Hahn, Katowice, Krakkó, London–Luton, London–Stansted, Madrid, Málta, Marseille, Milánó–Malpensa, Nápoly, Perugia, Pisa, Róma–Fiumicino, Sevilla, Szófia, Trieszt, Torino, Velence, Verona, Bécs, Varsó–Modlin Szezonális: Alghero, Charleroi |
| Scandinavian Airlines         | Szezonális: Oslo (2023. július 1-től) |
| SkyAlps                       | Szezonális: Bolzano |
| Smartwings                    | Szezonális: Bratislava, Prága, Varsó–Chopin |
| Swiss International Air Lines | Szezonális: Genf, Zürich |
| Sun d'Or                      | Szezonális: Tel-Aviv |
| Transavia                     | Szezonális: Amszterdam, Párizs–Orly |
| TUI fly Belgium               | Szezonális: Brüsszel |
| Turkish Airlines              | Isztambul |
| Volotea                       | Ancona, Genova, Nápoly, Pescara, Velence, Verona Szezonális: Firenze (2023. április 6-tól), Lourdes (2023. április 1-től), Nantes (2023. május 26-tól), Olbia, Toulouse |
| Vueling                       | Barcelona, Firenze |
| Wizz Air                      | Bologna, Bukarest, Budapest, Kolozsvár, Iași, Katowice, Krakkó, London–Gatwick, Memmingen, Milánó–Malpensa, Pisa, Prága, Rijád (2023. április 20-tól), Szófia, Tel-Aviv, Tirana, Torino, Velence, Verona, Varsó–Chopin Szezonális: Abu-Dzabi, Heraklion, Mikonosz, Szantorini                                               |

## Története

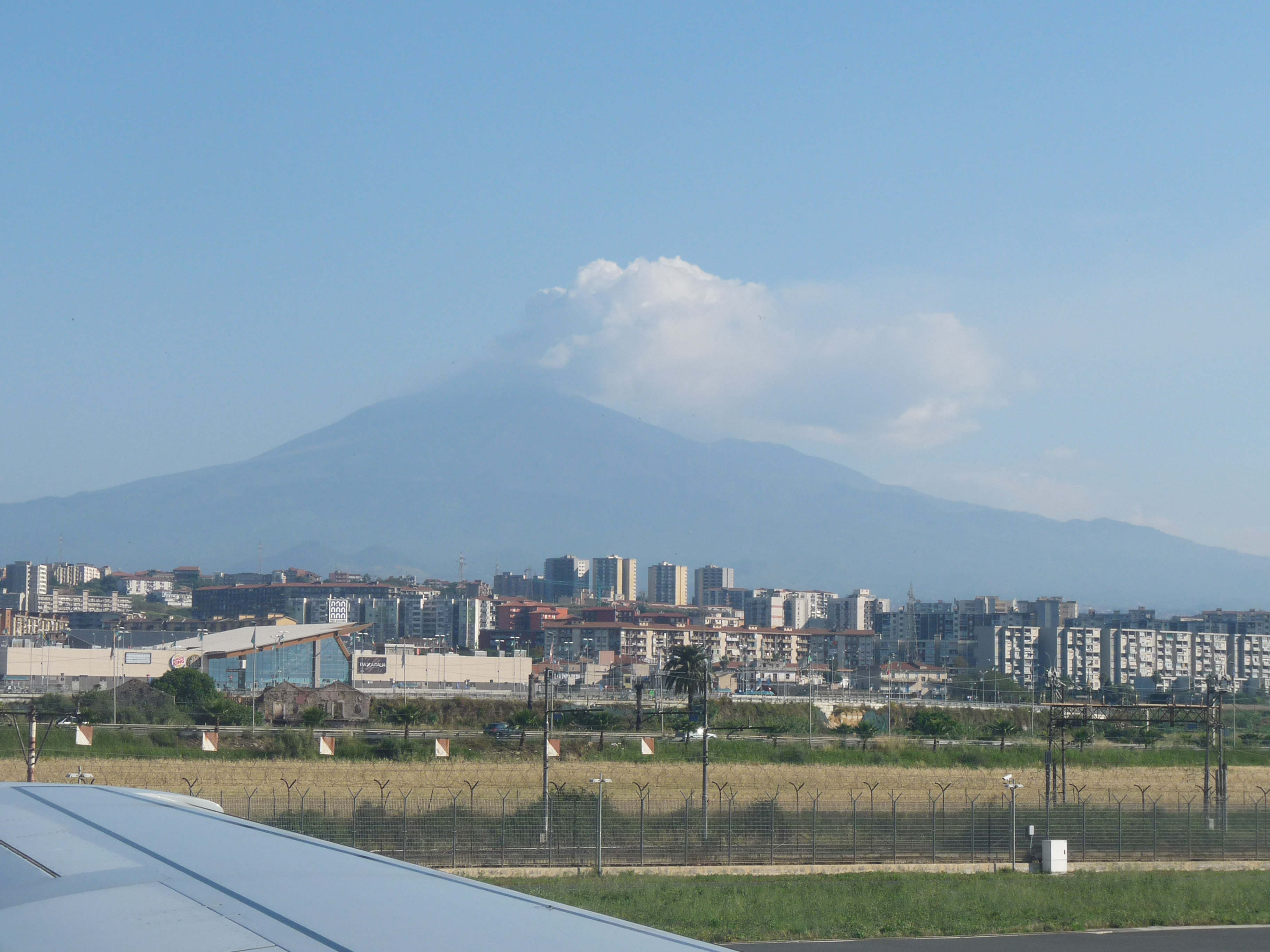
A repülőtér mellett az Etna

Története 1924-ben kezdődött, amikor elsőként megnyílt a régióban. Az 1940-es években kinőtte a rendelkezésre álló területet, ezért áthelyezték. Új helyén 1950-ben nyílt meg.
20 éves üzemelés és a nem várt utasszám-növekedés után ismét szükségessé vált egy jelentősebb bővítés. 2007-ben egy új terminált építettek.

## Forgalom
Az utasforgalom az elmúlt években az alábbi módon változott:
| Utasok száma | 260 412 | 1 947 467 | 2 107 500 | 3 158 103 | 4 079 609 | 5 396 380 | 6 321 753 | 7 304 012 | 9 933 318 | 10 099 441 |
|              | 1966    | 1990      | 1994      | 1998      | 2002      | 2006      | 2010      | 2014      | 2018      | 2022       |

## Parkolás
Közelében 1022 parkolóhely van.

## Biztonsági ellenőrzés
A növekvő biztonsági követelmények miatt ajánlatos az indulás előtt jóval korábban megérkezni a repülőtérre.

## Megközelítése
Megközelíthető az A19-es autópályától, ami Palermót Cataniával köti össze, valamint az A18-as autópályától, ami Siracusa felé halad.
Oda-vissza járó buszok biztosítják a közlekedést a repülőtér és Catania város és a vasútállomás felé, valamint közvetlen buszjáratok indulnak a repülőtértől a sziget más városai felé.

## Lásd még
- Falcone-Borsellino nemzetközi repülőtér, Szicília másik nemzetközi repülőtere

## Fordítás
- Ez a szócikk részben vagy egészben  a   Catania-Fontanarossa Airport című angol Wikipédia-szócikk ezen változatának fordításán alapul.  Az eredeti cikk szerkesztőit annak laptörténete sorolja fel. Ez a jelzés csupán a megfogalmazás eredetét és a szerzői jogokat jelzi, nem szolgál a cikkben szereplő információk forrásmegjelöléseként.